# آنکیساترا
آنکیساترا (به لاتین: Ankisatra) یک منطقهٔ مسکونی در ماداگاسکار است که در ماینتریناوو واقع شده‌است. آنکیساترا ۳٬۰۰۰ نفر جمعیت دارد و ۱۵ متر بالاتر از سطح دریا واقع شده‌است.